# Юрзинов, Владимир Владимирович
Влади́мир Влади́мирович Юрзи́но́в (род. 20 февраля 1940) — советский хоккеист, игрок «Динамо» (Москва) (1957—1972), двукратный чемпион мира и Европы (1963, 1969), обладатель Кубка СССР.
Заслуженный мастер спорта СССР (1963), Заслуженный тренер СССР (1976), Заслуженный тренер Латвийской ССР (1983), Заслуженный тренер РСФСР (1992), Заслуженный тренер России (1998).

## Биография
Родился и вырос в Москве, жил по соседству с олимпийским чемпионом Николаем Хлыстовым и ходил в одну школу с будущим хоккеистом Александром Альметовым, с которым и начинал заниматься хоккеем. В 1957 году 17-летний Владимир попал в состав московского «Динамо», где через четыре года старший тренер Аркадий Чернышёв назначил его капитаном команды. За «Динамо» Юрзинов выступал до 1972 года, проведя в чемпионатах СССР 489 матчей и забросив 239 шайб. В 1972 году отправился в Финляндию, где на протяжении двух лет являлся играющим тренером «Коо-Вее», после чего завершил карьеру.
В составе сборной СССР Юрзинов выступал лишь периодически, что тем не менее не помешало ему стать двукратным чемпионом мира. Был кандидатом в состав команды на Олимпиаду 1964 года, однако незадолго до старта турнира у Юрзинова случился приступ аппендицита. Был комсоргом сборной.
В 1974 году Юрзинов начал тренерскую карьеру, возглавив родное «Динамо». За пять лет работы молодому тренеру удавалось трижды подряд приводить команду к серебряным медалям чемпионата, а в 1976 году он выиграл Кубок СССР, однако выиграть чемпионат ему так и не удалось. В результате Юрзинов был снят с должности и отправлен в рижское «Динамо». В Риге Владимиру удалось создать крепкую команду, которая в 1988 году добилась высшего достижения в своей истории, выиграв серебряные медали чемпионата СССР, уступив лишь непобедимому в то время ЦСКА (а в полуфинале одолев московское «Динамо»).
В 1989 году было решено вернуть Юрзинова в родную команду. Вновь возглавив московское «Динамо» Юрзинов омолодил состав команды, включив в него таких игроков как Алексей Ковалёв, Андрей Николишин, Алексей Яшин, Дарюс Каспарайтис. В результате в 1990 году «Динамо» впервые за 36 лет стало чемпионом СССР, а затем выигрывало золотые медали еще два года подряд.
После распада СССР Юрзинов принял предложение возглавить финский клуб ТПС. Под руководством российского специалиста крепкий клуб превратился в гранда европейского хоккея, дважды побеждая в чемпионате Финляндии, а также одержав победы в Кубке европейских чемпионов (в 1994 году) и Евролиге (в 1997 году).
С 1974 по 1987 годы, а затем с 1991 по 1992 годы Владимир Владимирович был вторым тренером сборной СССР, входя в штаб Бориса Кулагина и Виктора Тихонова. Лишь в 1998 году Юрзинову было предложено стать главным тренером сборной России. Под его руководством сборная завоевала серебряные медали Олимпиады 1998 года, в финале которой уступили сборной Чехии. В том же году на чемпионате мира россияне вылетели на стадии четвертьфинала и Юрзинов покинул пост. В дальнейшем Юрзинов входил в тренерский штаб сборной России на Олимпийских Играх в 2002 и 2006 годах, а также на чемпионатах мира 2005 и 2006 годов.
После работы со сборной тренер перебрался в Швейцарию, где возглавил «Клотен», однако с этим клубом больших успехов добиться не сумел (хотя и был признан лучшим тренером Швейцарии в 2000 году) и в 2004 году был уволен. В следующем сезоне Юрзинов вернулся в Россию, возглавив ярославский «Локомотив». В первом сезоне «Локо» дошёл до полуфинала Суперлиги, а начало следующего сезона провалил и тренер был уволен. После этого Владимир Владимирович Юрзинов принял решение завершить тренерскую карьеру.
В 2002 году Юрзинов был включён в Зал славы Международной федерации хоккея. Владимир Юрзинов является председатель правления Молодёжной хоккейной лиги с 26 марта 2009 года, а с 17 апреля 2010 года является консультантом тренерского штаба петербургского СКА.
Сын Владимир Юрзинов также хоккейный тренер.

### Статистика (главный тренер)
| Команда        | Турнир-сезон | Регулярный сезон | Регулярный сезон | Регулярный сезон | Регулярный сезон | Регулярный сезон | Регулярный сезон | Регулярный сезон | Регулярный сезон | Плей-офф | Плей-офф | Плей-офф               |         |
| Команда        | Турнир-сезон | И                | В                | ВО/ВБ            | Н                | ПО/ПБ            | П                | О                | Результат        | В        | П        | Результат              |         |
| -------------- | ------------ | ---------------- | ---------------- | ---------------- | ---------------- | ---------------- | ---------------- | ---------------- | ---------------- | -------- | -------- | ---------------------- | ------- |
| Динамо Москва  | СССР 1974-75 | 24               | 13               | -                | 0                | -                | 11               | 26               | 6 место          | 6 место  | 6 место  | 6 место                |         |
| Динамо Москва  | СССР 1975-76 | 36               | 21               | -                | 3                | -                | 12               | 45               | 3 место          | 3 место  | 3 место  | 3 место                |         |
| Динамо Москва  | СССР 1976-77 | 36               | 22               | -                | 6                | -                | 8                | 50               | 2 место          | 2 место  | 2 место  | 2 место                |         |
| Динамо Москва  | СССР 1977-78 | 36               | 21               | -                | 4                | -                | 11               | 46               | 2 место          | 2 место  | 2 место  | 2 место                |         |
| Динамо Москва  | СССР 1978-79 | 44               | 27               | -                | 8                | -                | 9                | 62               | 2 место          | 2 место  | 2 место  | 2 место                |         |
| Динамо Рига    | СССР 1980-81 | 49               | 22               | -                | 6                | -                | 21               | 50               | 5 место          | 5 место  | 5 место  | 5 место                |         |
| Динамо Рига    | СССР 1981-82 | 56               | 17               | -                | 6                | -                | 33               | 40               | 8 место          | 8 место  | 8 место  | 8 место                |         |
| Динамо Рига    | СССР 1982-83 | 56               | 27               | -                | 5                | -                | 24               | 59               | 5 место          | 5 место  | 5 место  | 5 место                |         |
| Динамо Рига    | СССР 1983-84 | 44               | 17               | -                | 8                | -                | 19               | 42               | 8 место          | 8 место  | 8 место  | 8 место                |         |
| Динамо Рига    | СССР 1984-85 | 52               | 18               | -                | 9                | -                | 25               | 45               | 7 место          | 7 место  | 7 место  | 7 место                |         |
| Динамо Рига    | СССР 1985-86 | 40               | 19               | -                | 6                | -                | 15               | 44               | 5 место          | 5 место  | 5 место  | 5 место                |         |
| Динамо Рига    | СССР 1986-87 | 40               | 14               | -                | 5                | -                | 21               | 33               | 7 место          | 7 место  | 7 место  | 7 место                |         |
| Динамо Рига    | СССР 1987-88 | 44               | 21               | -                | 7                | -                | 16               | -                | 3 место          | 3        | 4        | Проиграли в финале     |         |
| Динамо Рига    | СССР 1988-89 | 44               | ?                | -                | ?                | -                | ?                | -                | 6 место          | 6 место  | 6 место  | 6 место                |         |
| Динамо Москва  | СССР 1989-90 | 48               | 35               | -                | 5                | -                | 8                | 75               | 1 место          | 1 место  | 1 место  | 1 место                |         |
| Динамо Москва  | СССР 1990-91 | 46               | 30               | -                | 8                | -                | 8                | 68               | 1 место          | 1 место  | 1 место  | 1 место                |         |
| Динамо Москва  | СНГ 1991-92  | 36               | 29               | -                | 5                | -                | 2                | -                | 1 место          | 6        | 1        | 1 место                |         |
| ТПС            | СМ-Л 1992-93 | 48               | 28               | -                | 8                | -                | 12               | 64               | 1 место          | 9        | 3        | 1 место                |         |
| ТПС            | СМ-Л 1993-94 | 48               | 34               | -                | 0                | -                | 14               | 68               | 1 место          | 7        | 4        | Проиграли в финале     |         |
| ТПС            | СМ-Л 1994-95 | 50               | 30               | -                | 3                | -                | 13               | 63               | 4 место          | 9        | 4        | 1 место                |         |
| ТПС            | СМ-Л 1995-96 | 50               | 33               | -                | 5                | -                | 12               | 71               | 2 место          | 7        | 4        | Проиграли в финале     |         |
| ТПС            | СМ-Л 1996-97 | 50               | 32               | -                | 7                | -                | 11               | 71               | 2 место          | 6        | 6        | Проиграли в финале     |         |
| ТПС            | СМ-Л 1997-98 | 48               | 30               | -                | 6                | -                | 12               | 66               | 1 место          | 1        | 3        | Вылетели в 1/4 финала  |         |
| Сборная России | ОИ 1998      | 6                | 5                | -                | 0                | -                | 1                | -                | 2 место          | 2 место  | 2 место  | 2 место                | 2 место |
| Сборная России | ЧМ 1998      | 6                | 4                | -                | 1                | -                | 1                | -                | 5 место          | 5 место  | 5 место  | 5 место                | 5 место |
| Клотен Флайерз | ШНЛ 1998-99  | 45               | 12               | -                | 13               | -                | 20               | 37               | 7 место          | 1        | 4        | Вылетели в 1/4 финала  |         |
| Клотен Флайерз | ШНЛ 1999-00  | 45               | 19               | -                | 5                | -                | 21               | 43               | 6 место          | 3        | 4        | Вылетели в 1/4 финала  |         |
| Клотен Флайерз | ШНЛ 2000-01  | 44               | 21               | -                | 8                | -                | 15               | 50               | 5 место          | 5        | 4        | Вылетели в 1/2 финала  |         |
| Клотен Флайерз | ШНЛ 2001-02  | 44               | 19               | -                | 8                | -                | 17               | 46               | 6 место          | 6        | 5        | Вылетели в 1/2 финала  |         |
| Клотен Флайерз | ШНЛ 2002-03  | 44               | 24               | -                | 3                | -                | 17               | 51               | 5 место          | 1        | 4        | Вылетели в 1/4 финала  |         |
| Клотен Флайерз | ШНЛ 2003-04  | 48               | 22               | -                | 3                | -                | 23               | 47               | 9 место          | -        | -        | Не попали в плей-офф   |         |
| Клотен Флайерз | ШНЛ 2004-05  | 9                | 2                | -                | 1                | -                | 6                | 5                | уволен           | -        | -        | -                      |         |
| Локомотив Яр   | РСЛ 2005-06  | 51               | 28               | 0                | 10               | 2                | 11               | 96               | 3 место          | 6        | 5        | Вылетели в 1/2 финала. |         |
| Локомотив Яр   | РСЛ 2006-07  | 5                | 1                | 1                | 0                | 0                | 3                | 5                | уволен           | -        | -        | -                      |         |

## Награды
- Орден «За заслуги перед Отечеством» IV степени (2011)
- Орден Александра Невского (6 июня 2023) — за высокие спортивные достижения, большой вклад в популяризацию отечественного спорта и активное участие в развитии физической культуры страны[5]
- Орден Почёта (1998)
- Орден Трудового Красного Знамени (1978)
- Орден «Знак Почёта» (1981)
- Медаль «За трудовую доблесть» (1975)
- Благодарность Президента Российской Федерации (5 мая 2003) — за успешную подготовку спортсменов и высокие спортивные достижения на Играх XIX Олимпиады в Солт-Лейк-Сити